# Pjotr Weniaminowitsch Swidler
Pjotr Weniaminowitsch Swidler (russisch Пётр Вениаминович Свидлер, wiss. Transliteration Pëtr Veniaminovič Svidler, FIDE-Bezeichnung Peter Svidler; * 17. Juni 1976 in Leningrad) ist ein russischer Schachspieler. Unter den aktuellen Spitzenspielern der Welt gilt Swidler als Experte der Grünfeld-Indischen Verteidigung.

## Werdegang

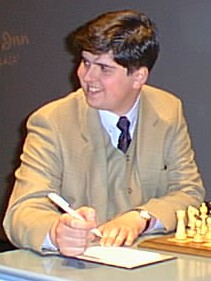
Swidler, Dortmund 1998

Swidler lernte Schach als 6-Jähriger. 1994 gewann er in Szeged den Titel des Jugendweltmeisters U18, im selben Jahr wurde er zum Großmeister ernannt. Zu seinen bedeutendsten Erfolgen zählen acht Russische Meisterschaften: 1994, 1995, 1997, 2003, 2008, 2011, 2013 und 2017 (1998 siegte er zusammen mit Alexander Morosewitsch, der aber die bessere Wertung hatte und zum Meister erklärt wurde).
Swidlers größte Erfolge waren die Siege in Tilburg 1997, wo er den amtierenden Weltmeister Garri Kasparow bezwang, sowie bei den Dortmunder Schachtagen 1998 (zusammen mit Wladimir Kramnik und Michael Adams). Er war ebenfalls erfolgreich in Biel/Bienne 2000. 2001 erreichte er das Halbfinale der KO-Schachweltmeisterschaft der FIDE (in Moskau), unterlag aber dem späteren Sieger Ruslan Ponomarjow mit 1,5:2,5. 2003 teilte er Platz 1 beim sehr stark besetzten Aeroflot Open von Moskau.
Swidler löste 2003 Péter Lékó als Weltmeister der Chess960-Schachform (ausgetragen alljährlich in Mainz) ab, verlor diesen Titel aber im Jahr 2006 an Lewon Aronjan. Er nahm am Weltmeisterschaftsturnier mit 8 Teilnehmern der FIDE in San Luis (Argentinien) 2005 teil, bei dem er mit 8,5 aus 14 ein hervorragendes Resultat erzielte, das zum geteilten zweiten Platz mit dem Inder Viswanathan Anand führte. Beim Weltmeisterschaftsturnier 2007 in Mexiko-Stadt belegte Swidler bei acht Teilnehmern den fünften Platz.
Im Februar 2008 gewann er das Gibtelcom Masters auf Gibraltar nach Stichkampf gegen Vadim Milov. Im September 2011 gewann er den im russischen Chanty-Mansijsk im K.-o.-System ausgetragenen Schach-Weltpokal. Im Finale setzte er sich mit 2,5:1,5 gegen Alexander Grischtschuk durch. Bei vier weiteren Teilnahmen am Schach-Weltpokal erreichte Swidler 2009, 2013 und 2017 das Viertelfinale, 2007 das Achtelfinale.
Für das Kandidatenturnier Chanty-Mansijsk 2014 erhielt er den Freiplatz des Ausrichters. Dort belegte er mit 6,5 aus 14 (+3 =7 −4) den vorletzten Platz.
Beim Schach-Weltpokal 2015 in Baku erreichte er das Finale, in welchem er gegen Sergei Karjakin bereits 2:0 führte, sich jedoch nach Ausgleich im anschließenden Tie-Break mit insgesamt 4:6 Punkten geschlagen geben musste. Mit seiner Finalteilnahme qualifizierte er sich gleichzeitig für das Kandidatenturnier zur Schachweltmeisterschaft 2016, in dem er Vierter wurde. 2017 gewann er seine achte Russische Meisterschaft (Rekordsieger).
Beim Kandidatenturnier Jekaterinburg 2020 unterstützte er als Sekundant Kirill Alexejenko.

## Nationalmannschaft
Swidler gehört seit Mitte der 1990er Jahre der russischen Nationalmannschaft an. Er nahm an den Schacholympiaden 1994, 1996, 1998, 2000, 2002, 2004, 2006, 2008, 2010 und 2014 teil. Mit der Mannschaft gewann er 1994, 1996, 1998, 2000 und 2002 und erreichte 2004 und 2010 den zweiten Platz, in der Einzelwertung erzielte er 1996 das drittbeste Ergebnis am vierten Brett. An der Mannschaftsweltmeisterschaft nahm Swidler 1997, 2001, 2005, 2011 und 2017 teil. 1997 und 2005 gewann er sowohl mit der Mannschaft als auch in der Einzelwertung seines Brettes (1997 am zweiten, 2005 am ersten Brett), 2001 erreichte er mit der Mannschaft den zweiten Platz. An der Mannschaftseuropameisterschaft nahm Swidler 1997, 2003, 2005, 2007, 2009, 2011 und 2013 teil. Mit der Mannschaft gewann er 2003 und 2007, erreichte 1997 und 2009 den zweiten und 2013 den dritten Platz, in der Einzelwertung erreichte er 2007 sowohl das beste Ergebnis am ersten Brett als auch die beste Elo-Leistung aller Teilnehmer, 2005 am ersten und 2013 am zweiten Brett jeweils das zweitbeste Ergebnis und 1997 am zweiten Brett das drittbeste Ergebnis.

## Vereine
In der russischen Mannschaftsmeisterschaft spielt Swidler seit 1995 fast durchgehend für die Sankt Petersburger Mannschaft, mit der er 2000, 2001 und 2013 russischer Mannschaftsmeister wurde und außerdem elfmal am European Club Cup teilnahm, wobei er diesen 2011 gewann. Die russische Mannschaftsmeisterschaft 1996 gewann er mit Ladja Azow, mit denen er auch 1997 den European Club Cup gewann, bei der russischen Mannschaftsmeisterschaft 2005 spielte er für Ladja Kasan. Beim European Club Cup 2006 spielte er für Ural Swerdlowsk.
In der deutschen 1. Bundesliga spielt Swidler seit 2003 für die OSG Baden-Baden, mit der er 2007, 2008, 2009, 2010, 2011, 2012, 2013, 2014, 2015, 2017, 2018 und 2019 deutscher Mannschaftsmeister wurde und zweimal am European Club Cup teilnahm. In Frankreich spielte Swidler bis 2006 für NAO Paris, mit denen er 2003, 2004, 2005 und 2006 französischer Mannschaftsmeister wurde und den European Club Cup 2003 gewann, von 2008 bis 2010 für Évry Grand Roque, mit denen er 2009 französischer Mannschaftsmeister wurde. In der britischen Four Nations Chess League spielte Swidler in der Saison 2000/01 beim Meister Beeson Gregory und in der Saison 2004/05 für Guildford A&DC, in Spanien 2006 für CA Cuna de Dragones-Ajoblanco Mérida, in Jugoslawien für die Mannschaft von Partizan Belgrad, mit der er am European Club Cup 1995 teilnahm.